# تحقیر اروتیک

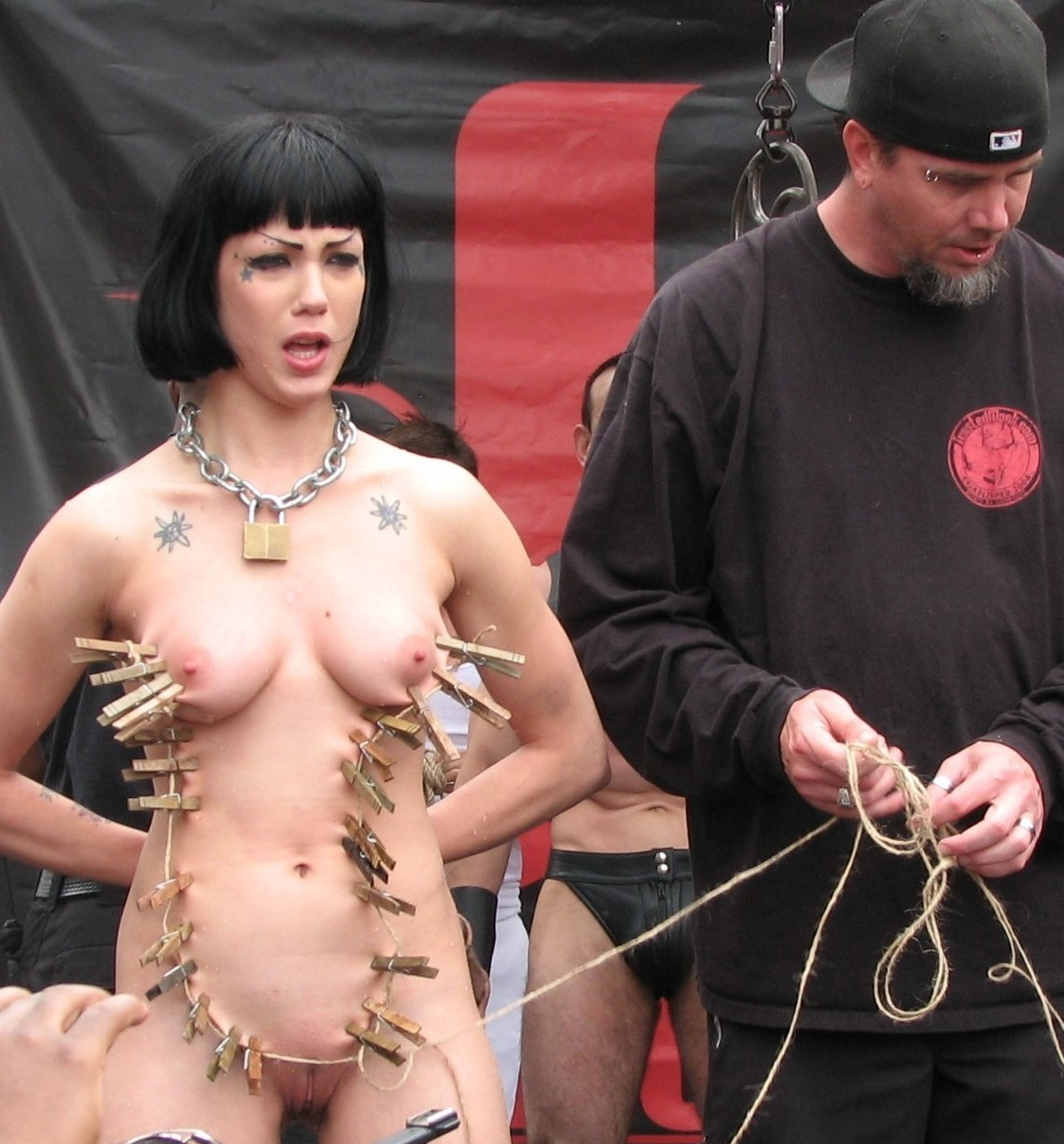
تحقیر یک برده جنسی توسط یک دامیناتریکس در شهر مادرید

تحقیر شهوانی یا تحقیر اروتیک  (به انگلیسی: Erotic humiliation) به تحقیر روانی‌ای می‌گویند که با رضایت طرفین برای ایجاد هیجان شهوانی یا برانگیختگی جنسی انجام می‌شود. این هیجان و برانگیختگی جنسی می‌تواند در فرد تحقیر کننده یا فرد تحقیر شونده یا هردوی آن‌ها ایجاد شود و آن‌ها به لذت جنسی برسند. این رفتار گاهی در حضور تماشاگران در فیلم‌های پورنوگرافی و وب‌بینها انجام می‌شود. این رفتار ممکن است به عنوان بخشی از خفت‌بندی و دیگر بازیگری‌های جنسی انجام شود و نیز ممکن است شامل تحریک فیزیکی اندام‌های تناسلی (یا دیگر بخش‌های حساس بدن) نیز بشود.

## اصطلاحات و بررسی اجمالی
رایج‌ترین نام برای فرد تحقیر شونده، پایین و برای فرد تحقیر کننده بالا است. این نام‌ها اصطلاحاتی استاندارد هستند که عموماً در رابطه سروری-بردگی استفاده می‌شوند و تنها مخصوص تحقیر جنسی نیستند.
- اگر فرد تحقیر کننده مرد باشد، مستر و اگر زن باشد، میسترس خوانده می‌شود.
- برای فرد تحقیر شونده، چه مرد و چه زن، از اصطلاحات برده، زیر و مطیع استفاده می‌شود.

با این‌که تحقیر شهوانی ممکن است گاهی بخشی از فعالیت‌های سروری-بردگی باشد، اما خود سروری-بردگی نیست زیرا فرد تحقیر شونده لزوماً به دنبال فرمان‌گرفتن نیست. تحقیر شهوانی در واقع نوعی تحمیل جنسی است و تحقیر شونده پیش از هرچیز به دنبال تحقیر شدن است. تحقیر جنسی دامنه گسترده‌ای از رفتارهای جنسی شامل فتیش پا، فتیش پستان، فتیش کفش، بدن‌پرستی، درکونی، خفت‌بندی و بسیاری از فعالیت‌های دیگر بی‌دی‌اس‌ام را دربرمی‌گیرد. تحقیر می‌تواند به سادگی فعالیتی مانند بوسیدن و ماساژ پا برای کسب آمادگی قبل از آمیزش جنسی باشد یا به پیچیدگی نقش‌بازی کردن مکان‌های عمومی.